# 高厚蒙求
《高厚蒙求》是由清朝嘉道年间徐朝俊所著的自编丛书，其分别以三册本、四册本与五册本在1807至1829年刊刻出版。其三册分别为《天学入门》、《海域大观》与《定时仪器》。其中囊括了1807年马礼逊来华以前大量结合中西学的天文、地理、机械知识，是徐朝俊家族五代西学积累的成果，旧西学的总结之作。成为了近代学者了解西学的重要二类西学文献，是《瀛环考略》的重要参考书之一。